# 华村镇
华胥故里，大黄沟乡，位于泗水县东北部。上古时期，人类始祖伏羲氏、舜、鲧等在这里繁衍生息，并在崇义一带设崇（崇邑）国。古籍载“华胥履大人迹而生伏羲”，大黄沟乡即古华渚之地，因此大黄沟乡又被称为“华胥故里”。东与泉林镇毗连，西与星村镇接壤，南与苗馆镇为邻，北与新泰石莱镇交界。全乡总面积51.9平方公里，辖22个行政村，26个自然村，总人口2.6万人，耕地面积2.6万亩。是市委、市政府评为首批三个信用乡镇之一，被省命名为“莲藕特色产业示范区”。（注：最后一句似乎文理不通）

## 行政区划
大黄沟乡下辖以下地区：
大黄沟村、凤凰庄村、邢家屋村、东陈家庄村、百家旺村、两泉沟村、石埨村、演马坡村、小黄沟村、东庄村、北庄村、南庄村、东崇义村、西崇义村、南崇义村、利新庄村、城子顶村、南华村、西华村、东枣山峪村、西枣山峪村和东北华村。

## 旅游
据史料记载，上古时期，人类始祖伏羲氏、舜、鲧等即在这里繁衍生息，并在崇义一带设崇（崇邑）国。演马坡遗址为古卞庄王演练场，省级文化保护单位。演马坡遗址位于大黄沟乡演马坡村西，遗址北部被村庄占压，南临泗河，总面积约7万平方米。文化性质单一，属于大汶口文化早期。文化层堆积厚度0.4—1米，遗物以南部最为丰富。暴露遗物有红烧土、灰坑、陶片和石器等。
“华渚晓月”是县十大景观之一。关于华胥氏，泗水东北和华村水库周围有东西南北四个华村；其东北毗邻着华胥山，在新泰南境，今称黄山寨。春秋时，华胥山一带曾设华胥国，因山而名，汉置华县。这里还有古华渚，今称大黄沟，又有泉林。这一带便是原始华族的祖居地，也是华族的发祥地。王献唐《炎黄氏族文化考》：“今泗水东有黄山、黄山寨或黄粟山，乃华胥山讹变……伏羲发源祖地，证以现存地点、山泽名，殆即泗水一带。”北庄伏羲山古庙遗址、黄山古寨至今留存古瓦断片。黄山古寨始祖溶洞、安山水云观和千年古柏增加了古韵，引来诸多慕名学者、专家前来访祖探古寻幽，著书立说。
全乡致力打造“信义华渚、生态荷乡”品牌，注重生态环保建设，在乡南部专门成立创业园发展新型工业，为北部发展生态山水文化旅游业创造了条件，特别是华胥湖区，紧靠安山云水观，东北与黄山古寨和始祖溶洞相连，东南临伏羲山古庙，北与白马寺旅游区相望，南接乡万亩有机浅池藕、绿色大蒜生态农业旅游区，构成了旅游环带，山水相间，错落有致，如诗如画，环境优美，生机盎然，是开发建设旅游观光、避暑休闲度假、水上娱乐项目的最佳之地。